# Rhitzala modesta
Rhitzala modesta är en insektsart som beskrevs av Sjöstedt 1921. Rhitzala modesta ingår i släktet Rhitzala och familjen gräshoppor. Inga underarter finns listade i Catalogue of Life.